# Порт Яншань

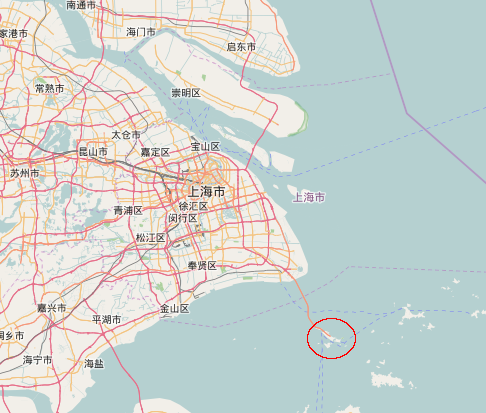
Порт Яншань

Порт Яншань (кит.  洋山港) — глубоководный морской грузовой порт, одна из частей порта Шанхай, расположенный в 32 км от материка на одноименном архипелаге (провинция Чжэцзян, КНР) в заливе Ханчжоувань Восточно-Китайского моря. После введения в эксплуатацию глубоководного порта Яншань, порт Шанхая является крупнейшим по грузообороту портом мира.
Оператор — Shanghai International Port Company Ltd. Соединен с материком (район Пудун Шанхая) мостом Дунхай в составе шоссе S2. На середину 2011 года вместимость контейнерного терминала порта составляла 12,3 млн. TEU. С 22 июня 2005 года является частью зоны свободной торговли (Бондовая портовая зона Яншань).

## Описание
В 1995 году появились первые предложения о создании нового порта, а в 1997 году — технико-экономические обоснования по местоположению порта. В начале 2000-х годов для улучшения конкурентоспособности порта Шанхай необходимо было строительство технологически современного порта (глубина и вместительность причалов). После введения в эксплуатацию порта Яншань, Шанхай стал крупнейшим по грузообороту портом мира, обогнав порты Гонконг и Сингапур. Порт способен принимать крупнейшие контейнерные суда. Предварительная стоимость строительства порта свыше 50 млрд. юаней (18 млрд. долларов США).

## Строительство
Проект строительства нового порта предусматривал 4 фазы. Порт был создан на одноименном архипелаге (острова Большой и Малый Яншань), где большей частью (60%) стал искусственно созданный причал. Первые две фазы предусматривали строительство 3-км пристани. На 56-м исполнительном заседании ГосСовета КНР 13 марта 2002 года была одобрена 1-я фаза строительства порта. В период 2002—2004 годов была осуществлена 1-я фаза строительства порта. После введения в эксплуатацию 1-й фазы порт Яншань (площадь 1,44 км²) мог вмещать 2,2 млн. контейнеров ежегодно и включал 5 причалов и 10 причальных кранов.
10 декабря 2005 года был открыт мост Дунхай (длина 32,5 км), соединяющий порт с материковым Китаем (Шанхаем), который с момента открытия и до середины 2007 года был самым длинным в мире.
2-я фаза порта была введена в эксплуатацию в декабре 2006 года площадью 72 га и включала 4 причала и 15 причальных кранов. После завершения 2-й фазы площадь порта Яншань составляла 2,14 км² с проектной мощностью 4,5 млн. TEU. После окончания строительства 2-й фазы порта длина причала составляла 5,6 км.
3-я фаза порта завершена в 2008 году и включала 7 новых причалов с глубиной 17,5 м с проектной мощностью 9,5 млн. TEU.
4-я фазу строительства порта планируется завершить в 2020 году.

Панорама порта. 2010 год